# Smeringurus mesaensis
Smeringurus mesaensis (Stahnke, 1957) è uno scorpione appartenente alla famiglia Vaejovidae.

## Descrizione
Mediamente, un esemplare è lungo 72 mm e pesa 2 grammi, con le femmine tipicamente più grandi dei maschi, che però hanno pedipalpi più grossi; è di colore beige/sabbia, tanto chiaro da apparire leggermente traslucido, con le scaglie dorsali bruno-grigiastro e parti delle zampe anche più scure.

## Biologia
Gli esemplari sono fossori, ossia passano gran parte del tempo (dal 92 al 97% della loro esistenza) rintanati in buchi scavati nel terreno. Emergono in genere solo per quattro ore alla sera o alla notte per cacciare, anche se il metodo primario per procurarsi le prede è attenderle immobili all'ingresso della tana, e catturarle velocemente paralizzandole con il veleno del pungiglione; le prede vengono localizzate tramite le vibrazioni della sabbia. Sono scorpioni dotati di un buon senso dell'orientamento, e si possono allontanare fino a otto metri dalla tana; durante l'inverno restano inattivi. Sono solitari (anche se i giovani possono rimanere assieme per un periodo dopo aver lasciato la madre), aggressivi, specie verso altri scorpioni, ed è attestato il cannibalismo. 
Sono documentate oltre 125 specie predate, in massima parte artropodi di vario tipo, anche se esemplari particolarmente grossi possono nutrirsi pure di piccoli serpenti o altri rettili quali Rena humilis. A sua volta, S. mesaensis è predato da piccoli mammiferi (ad esempio Onychomys sp.), uccelli, lucertole, rane, rospi o altri artropodi. 

### Riproduzione
Durante il periodo dell'accoppiamento, tra agosto e settembre, i maschi diventano vivaci ed essenzialmente nomadi; l'accoppiamento avviene in genere nelle notti di luna nuova. La femmina produce feromoni per attirare il maschio, ed è essa ad avviare il rituale nuziale, eseguendo una specie di "attacco" contro di lui, avvicinandosi velocemente e colpendolo con la coda (ma non col pungiglione), dopodiché quindi il maschio sobbalza e si scuote violentemente avanti e indietro. La sequenza, ripetuta più volte, termina quando il maschio afferra la femmina per la danza nuziale, che può durare dai 5 ai 35 minuti, durante la quale "massaggia" i suoi cheliceri con i propri (riducendo la sua aggressività) e la conduce in cerca di un substrato adatto su cui depositare gli spermatofori, alle volte spostandosi fino a 25 metri di distanza. 
Dopo che la femmina ha assorbito lo sperma, fertilizzando le uova, il maschio si sgancia da lei e cerca di allontanarsi il più velocemente possibile; se la fuga riesce esso più accoppiarsi ancora, mentre nel caso contrario la femmina lo colpisce con il pungiglione, paralizzandolo, e quindi lo divora.
La specie è vivipara; le uova vengono sviluppate internamente per 10-14 mesi dalla femmina, che quindi partorisce dai 9 ai 53 piccoli (in media 33) al riparo nella sua tana; questi rimangono aggrappati al dorso della madre per circa dodici giorni, fino alla prima muta, dopodiché si disperdono; dopo questo momento la madre perde ogni istinto materno e all'occasione, se i piccoli non si allontanano, potrebbe anzi predarli. Nei successivi 19-24 mesi, a seguito di altre sei mute, i giovani scorpioni raggiungono l'età adulta. La durata media della vita di questa specie va dai 5 ai 7 anni.

## Distribuzione e habitat

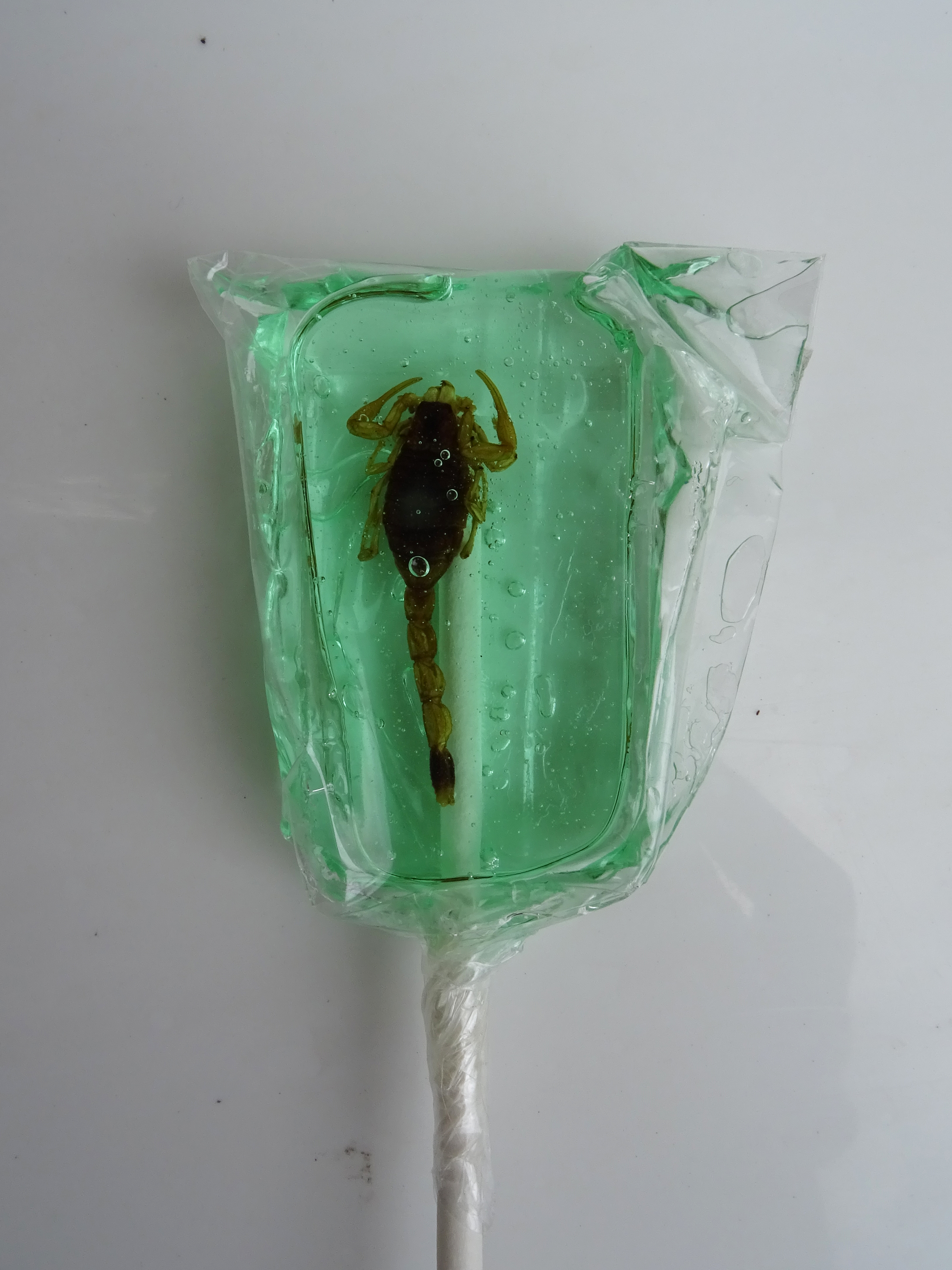
Un lecca lecca della Hotlix al gusto mela, contenente un esemplare di S. mesaensis

È una specie neartica, diffusa nel deserto degli Stati Uniti sudoccidentali (aree meridionali di California e Arizona) e del Messico (specialmente in Baja California); il nome comune in inglese è dune scorpion ("scorpione delle dune") o giant sand scorpion ("scorpione gigante delle sabbie").
Nelle aree in cui è presente, S. mesaensis è in genere la specie dominante di scorpione, e può raggiungere densità che vanno dai 1300 ai 4000 individui per ettaro.

## Rapporto con l'uomo e usi commerciali
S. mesaensis può attaccare l'uomo se disturbato o minacciato, e la puntura è equivalente circa a quella di un calabrone. Esemplari di questa specie possono essere tenuti in cattività, mantenendoli da soli in un terrario e nutrendoli con insetti.
Negli Stati Uniti sono in vendita, prodotti dall'azienda Hotlix, dei lecca lecca di vario gusto con all'interno un esemplare di S. mesaensis; nella preparazione il pungiglione viene rimosso, anche se la FDA non lo ritiene necessario.